# 古田北站
古田北站位於中國福建省宁德市古田县黄田镇洋上新村，是合福客运专线上的高铁站，於2015年6月28日啟用營运，由南昌铁路局福州车务段管轄。本站為合福客运专线在宁德市设立的唯一站点。

## 车站构造

### 站房
古田北站位于宁德市古田县黄田镇，车站站房朝向北面，为线侧下式站房。站房高14.5米，长93.2米，建筑面积为3997平方米，整体的风格设计体现了山水交融特色。站房共设两层，一个检票口与一个候车区，设计最高聚集人数600人，发送人数800人/小时。候车区与检票口均位于一层，检票口设有4个闸机，可通过站台下穿通道进入1、2站台。车站售票厅设于车站东侧，出站口设于车站西侧。
古田北站采用“下进下出”的进出站模式，旅客可由地面广场进入车站，通过站台下方的进出站共用下穿通道进入站台。出站的旅客亦通过此模式经地面出站口出站。
- 售票大厅
- 候车厅
- 进站检票口
- 出站口

### 站台
古田北站接入合福客运专线，车站设有2条正线与2条到发线，并设有2个站台与台面，两个侧式站台由北往南以1、2编号命名。进出站的旅客均通过共用的站台高架下穿通道进出站。
古田北站站台长450米，紧凑设于两座隧道之间，东边站台以路基形式建设，西边站台以高架形式建设，横跨谷口溪与S202省道。
| 站房     | 售票处、进站口、候车室、出站口        |
| 侧式站台 |                                       |
| 1站台    | 合福客运专线 往福州方向（闽清北站）   |
| 通过线   | 合福客运专线 下行列车通过线           |
| 通过线   | 合福客运专线 上行列车通过线           |
| 2站台    | 合福客运专线 往合肥北城方向（延平站） |
| 侧式站台 |                                       |

## 接驳交通

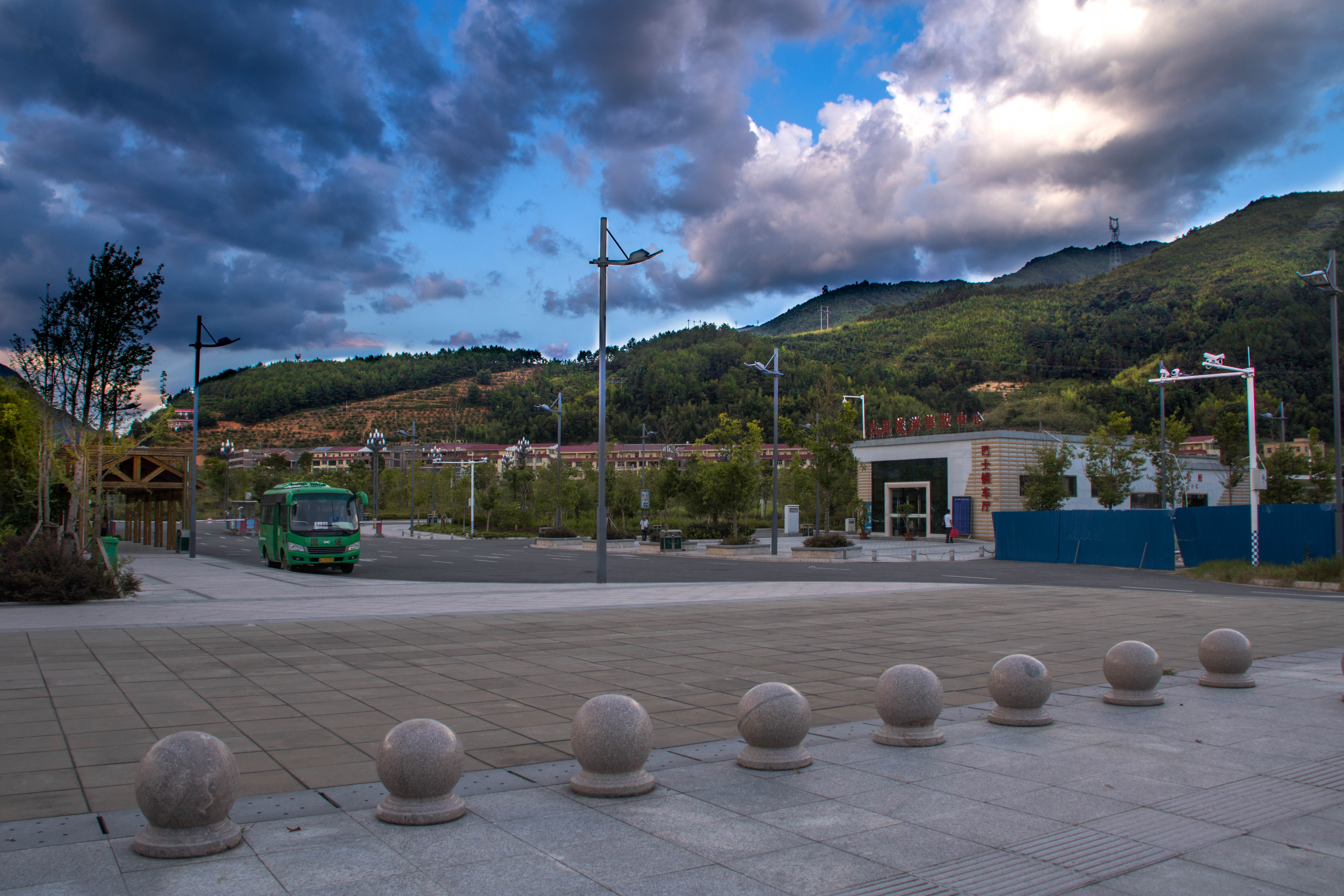
古田北站公交车站

古田北站站前广场东侧设有公交总站、客运站与旅游集散中心，旅客可在此搭乘公交或班车前往县城或周边地区。出租车站设于车站站前广场前侧道路，停车场设于站前广场西侧。

## 歷史
- 2015年6月28日通車啟用。[10][11]

## 外部連結
- 中国铁路客户服务中心（页面存档备份，存于）